# Mesquita Palatina de Bakú
La Mesquita Palatina (àzeri: Saray məscidi) és una mesquita del segle xv del Palau dels Xirvanxàs de Bakú.

## Arquitectura
La planta de la mesquita és rectangular. N'hi ha una habitació petita, la sala d'oració per a dones i les cambres de servei. La porta nord, orientada cap a la volta d'enterrament de Xirvanxah, és la més gran, mentre que el mihrab es troba al sud del palau.

## Minaret
El cos del minaret conté una inscripció del 845 en el calendari islàmic (1441-42 en el gregorià).

## Galeria

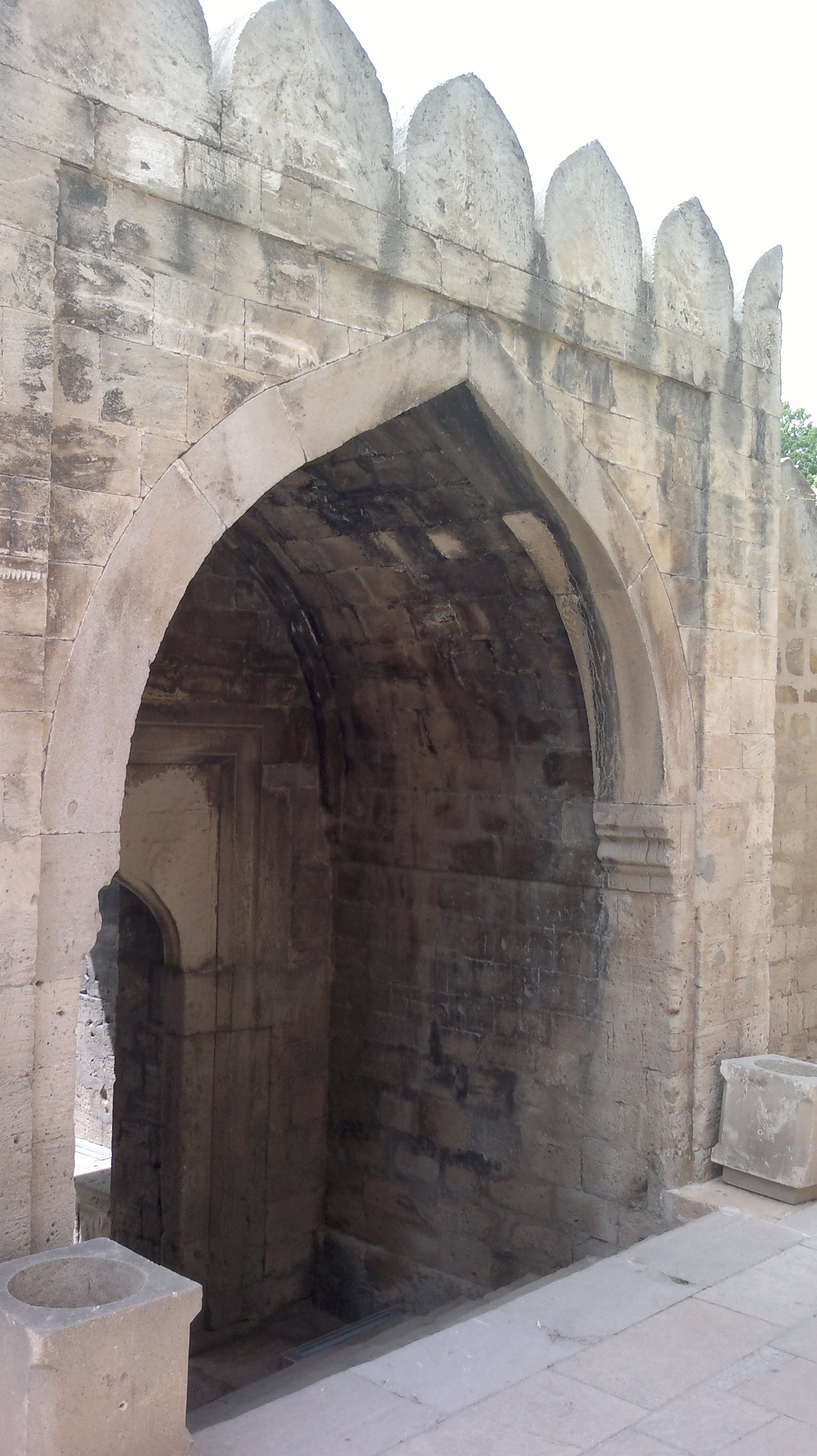
L'entrada de la mesquita
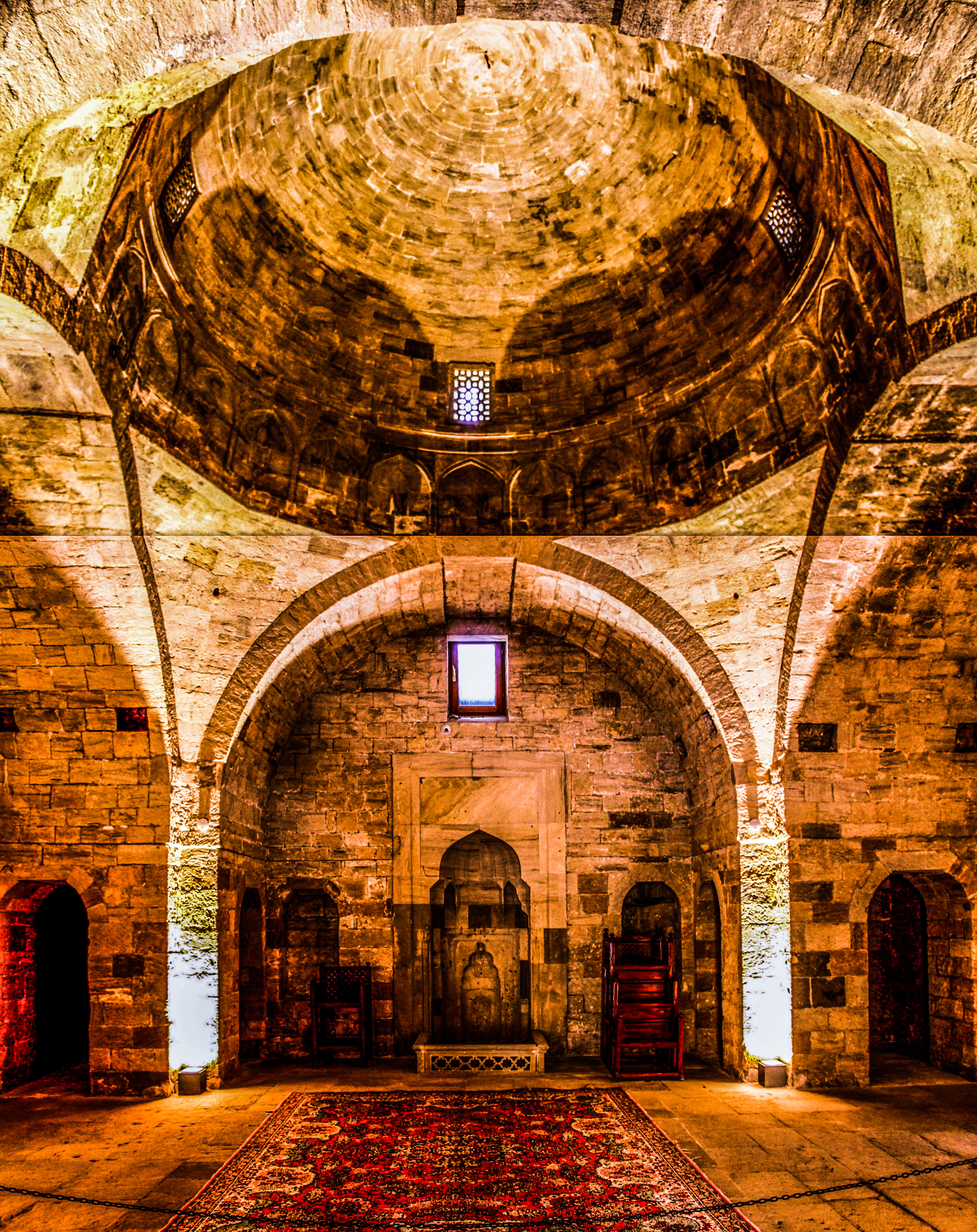
Interior de la mesquita
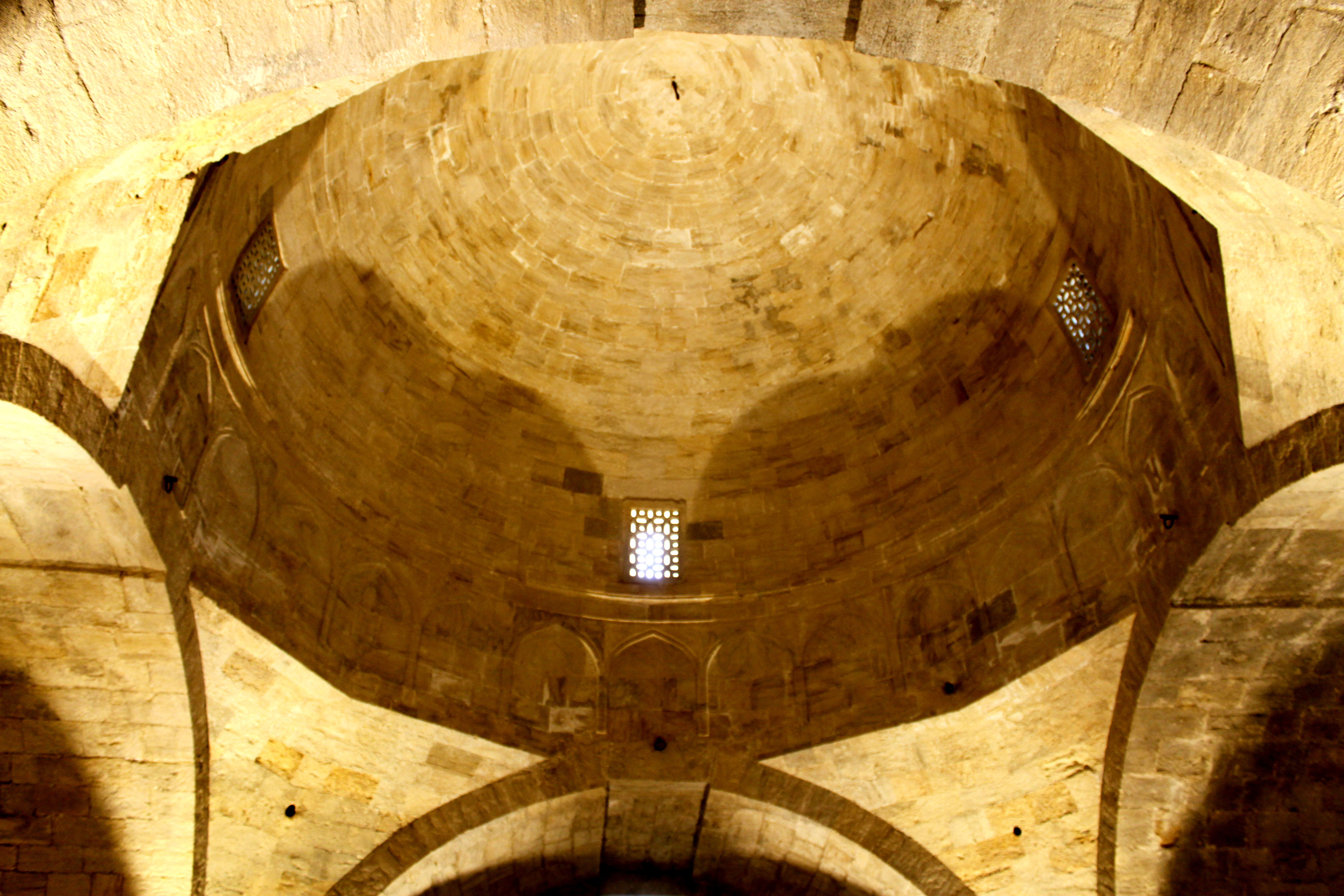
Cúpula de la mesquita
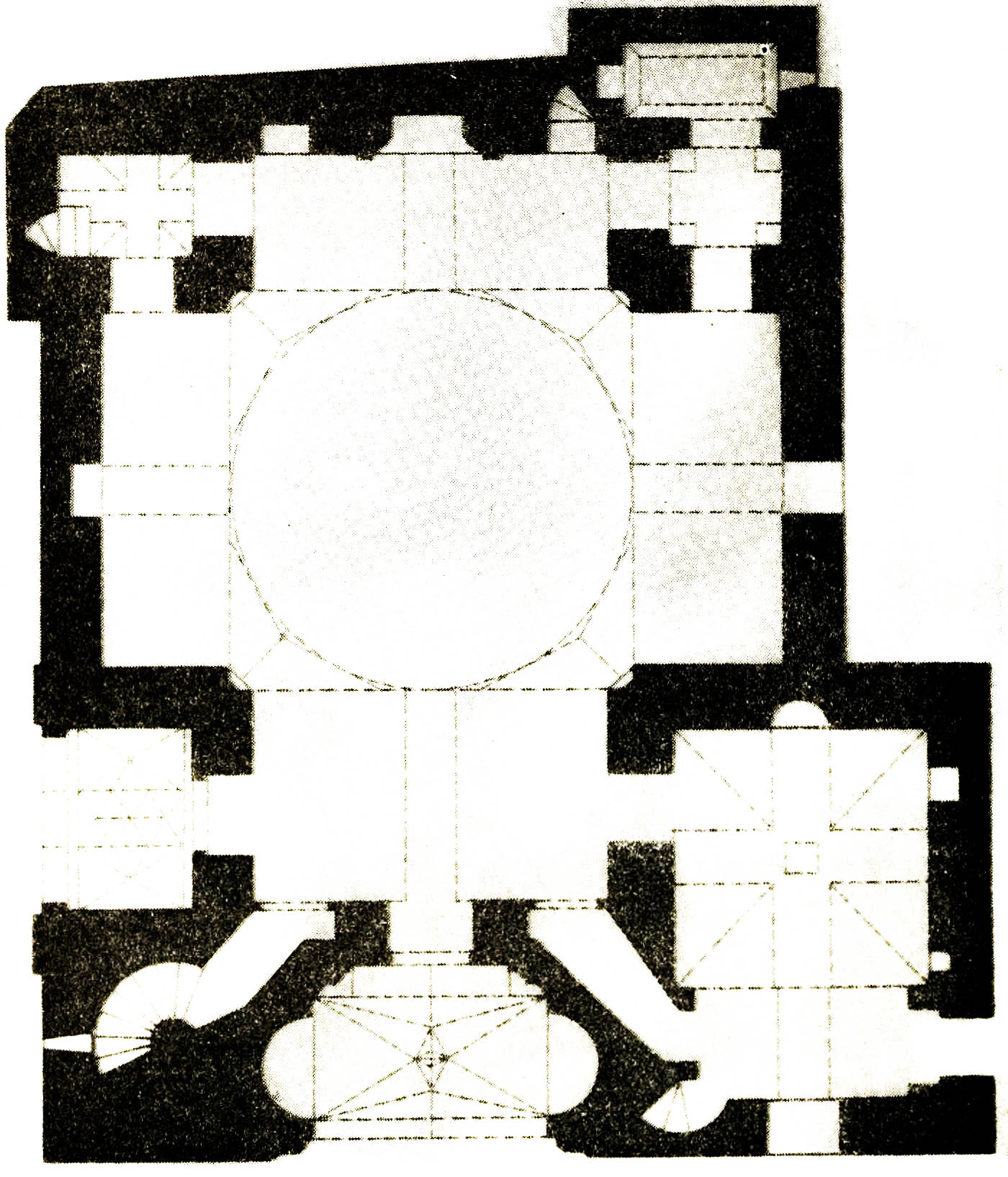
Plànol de la construcció
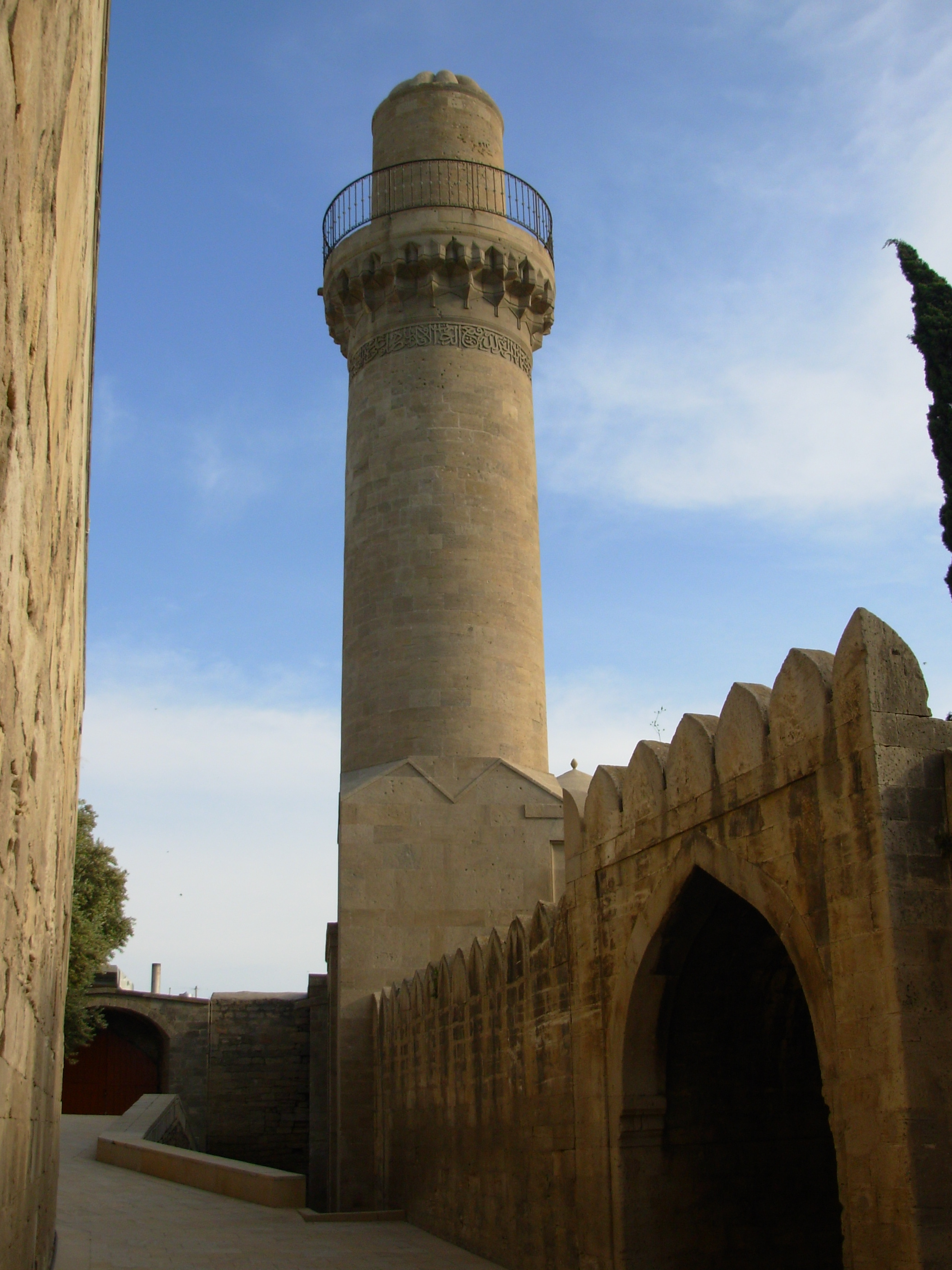
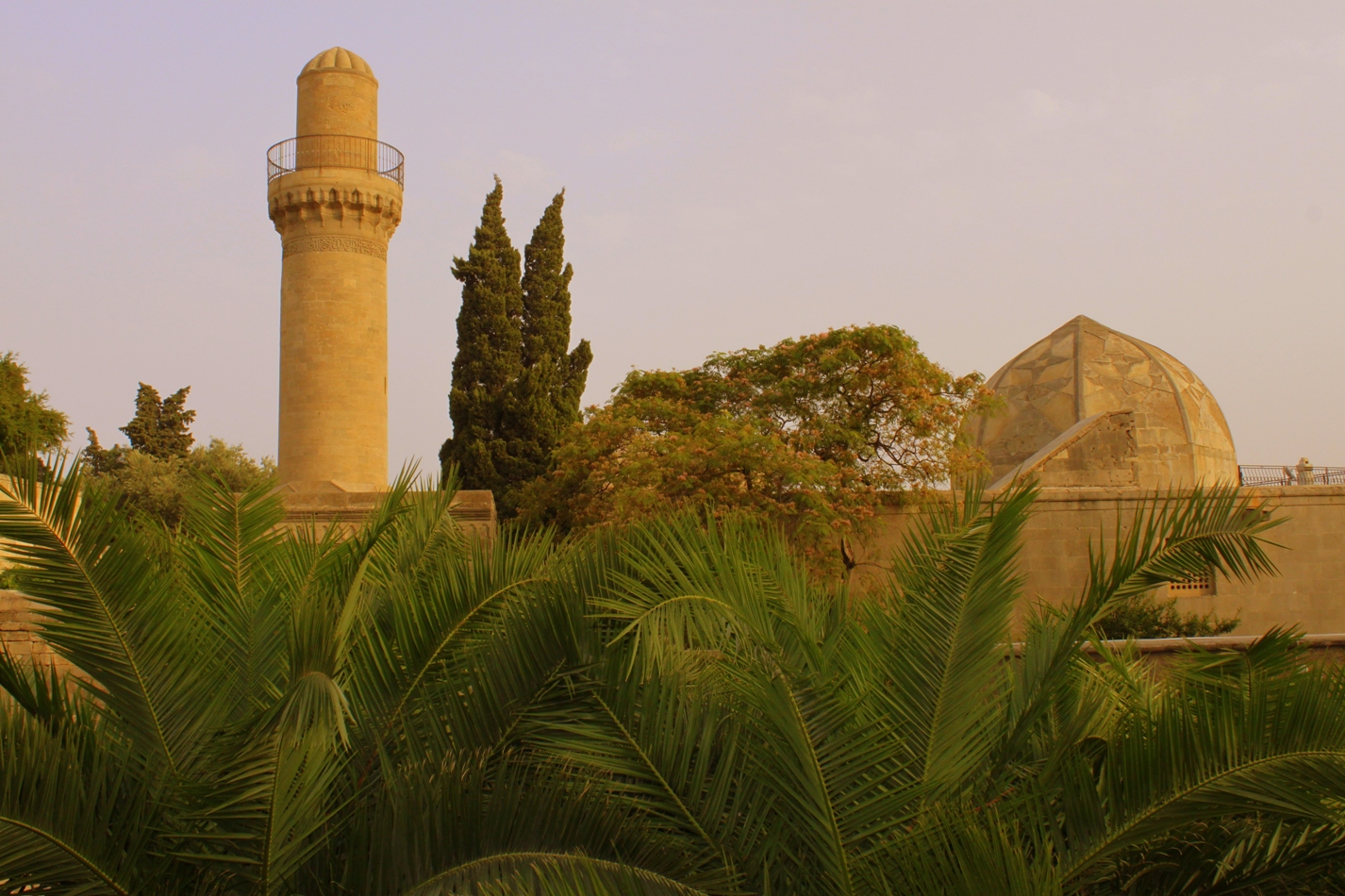
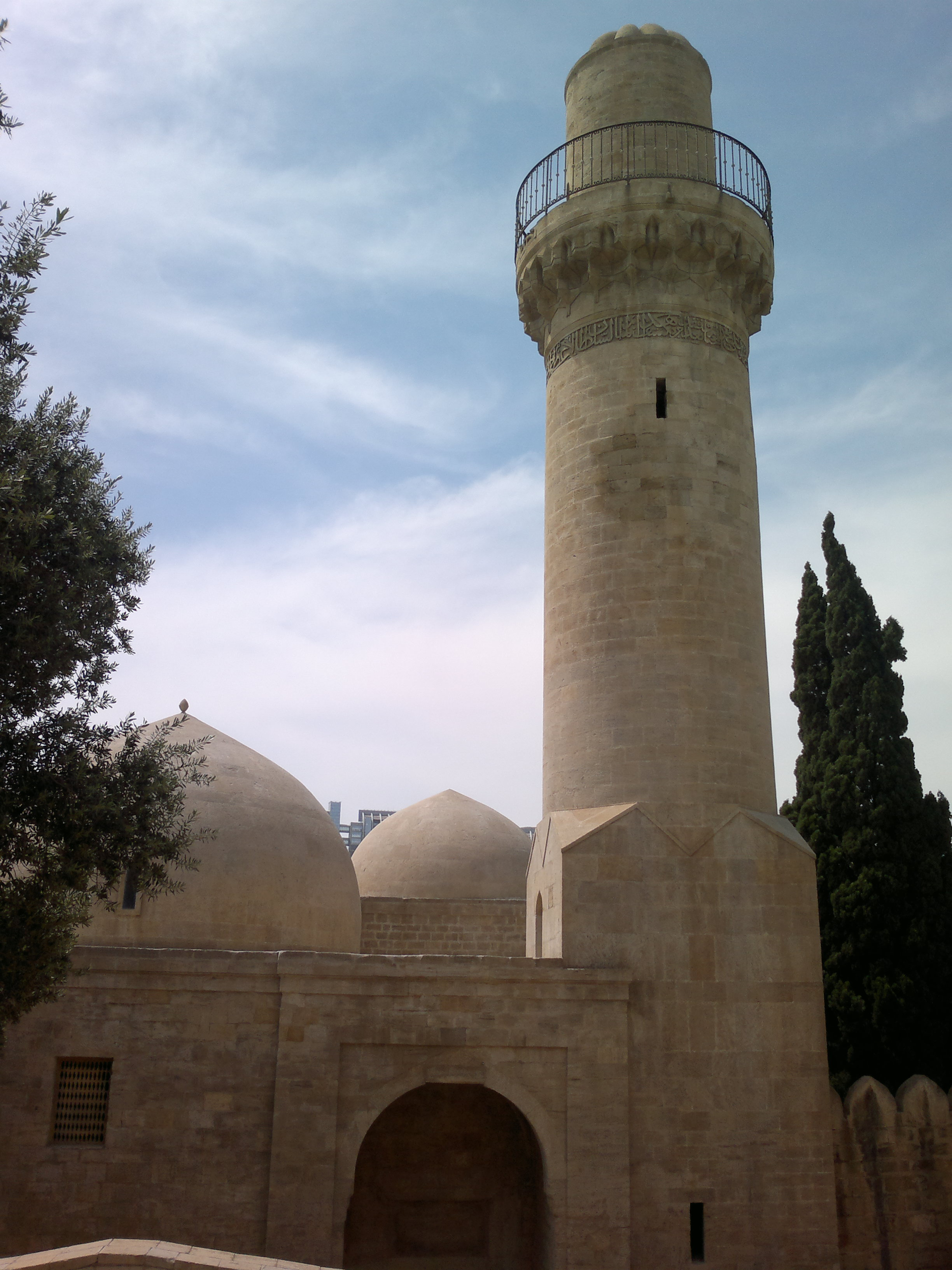
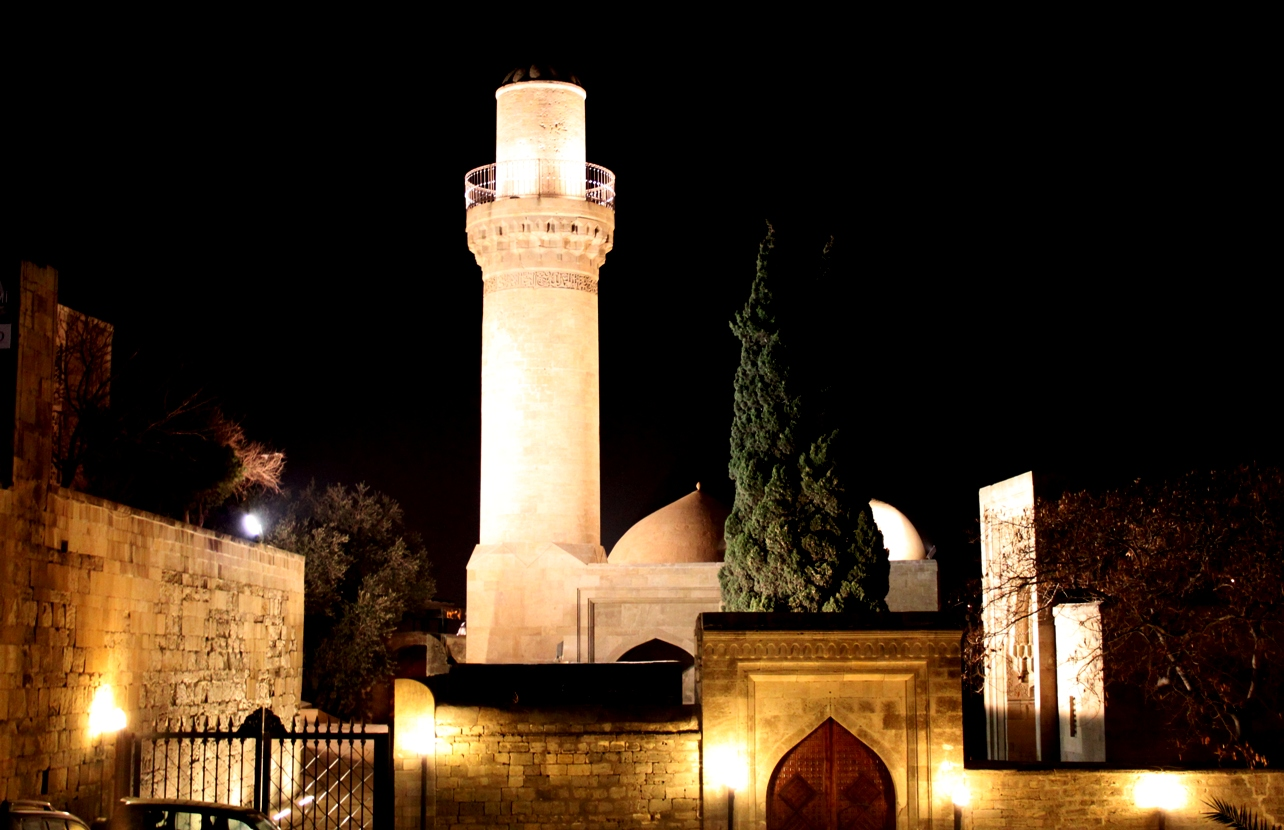